# Valle del Loncomilla
Valle del Loncomilla es una denominación de origen chilena para vinos procedentes de la zona vitícola homónima que se ajusten a los requisitos establecidos por el Decreto de Agricultura n.º 464 de 14 de diciembre de 1994, que establece la zonificación vitícola del país y fija las normas para su utilización como denominaciones de origen.
La zona vitícola de Valle del Loncomilla se encuadra dentro de la subregión del Valle del Maule y comprende las comunas de San Javier, Villa Alegre, Retiro, Parral, Linares y Yerbas Buenas de la provincia de Linares, distinguiéndose dentro de esta zona cuatro áreas vitícolas repartidas entre las 6 comunas a saber:
- El área vitícola de San Javier, compuesta por la comuna administrativa del mismo nombre
- El área vitícola de Villa Alegre, compuesta por la comuna administrativa homónima
- El área vitícola de Linares, compuesta por la comuna administrativa homónima y la de Yerbas Buenas.
- El área vitícola de Parral, compuesta por la comuna administrativa homónima y la de Retiro.